# Фернандові війни
Ферна́ндові ві́йни (ісп. і порт. Guerras Fernandinas) — серія воєн португальського короля Фернанду I та його союзників (арагонців, наваррців, англійців, кастильської опозиції) за володіння короною Кастилії після смерті кастильського короля Педро І. Тривали у три фази, в 1369—1370, 1372—1373 і 1381—1382 роках. Проходили на тлі Столітньої війни. Велися проти кастильських королів Енріке II та Хуана І, представників Трастамарського дому, союзників Франції. Закінчилися невдало для португальської сторони, що відбилося у Алкотінському (1371), Сантаренському (1373) і Елваському договорах (1382). Поховали претензії Фернанду І на кастильський трон і поставили під загрозу самостійність Португалії. Також — війни за кастильську спадщину.

## Перша війна
23 березня 1369 року загинув кастильський король Педро І, не лишивши законного спадкоємця. Трон захопив його зведений брат Енріке II з Транстамарського дому, позашлюбний син попереднього короля Альфонсо XI. 
Нового кастильського правителя не визнали сусіди. Португальський король Фернанду I, що був правнуком короля Санчо IV по жіночій лінії, заявив претензії на Кастилію і проголосив себе її королем. Подібні претензії висунули арагонський король Педро IV, наваррський король Карл II і ланкастерський герцог Джон Гонт з Англії, зять Педро І. Усі претенденти уклали між собою союз, скерований проти Енріке ІІ. 
1369 року війська Фернанду вторглися до Галісії, на заході Кастилії. Їх підтримали частина знаті, що колись служила Педро І: зокрема, Мен Родрігес де Санабрія, колишній мажордом, а також управитель Галісії, лемоський граф Фернандо Руїс де Кастро. Одночасно з цим арагонці й наварці напали на східні землі Кастильського королівства, а гранадський емір Мухаммед V став пустошити південь.
1370 року Енріке ІІ розбив португальців у битві при Порто-де-Боїс й повернув собі Галісію. Проте, зважаючи на складність ситуації, він звернувся за допомогою до Святого Престолу. На його прохання римський папа Григорій XI замирив християнських монархів, владнавши питання кастильської спадщини. 
31 березня 1371 року Португалія й Кастилія уклали Алкотінський договір, який проголошував мир між країнами. Фернанду зрікався претензій на кастильський трон, визнаючи Енріке ІІ королем Кастилії. За умовами договору він обіцяв одружитися із Леонорою, донькою Енріке ІІ, якій на той час було 8 років. 
Фернанду порушив умови договору через рік — він взяв собі за дружину свою фаворитку Леонору Телеш де Мінезіш, попередньо змусивши її розлучитися із законним чоловіком. Цей вчинок спричинив протести всередині Португалії.

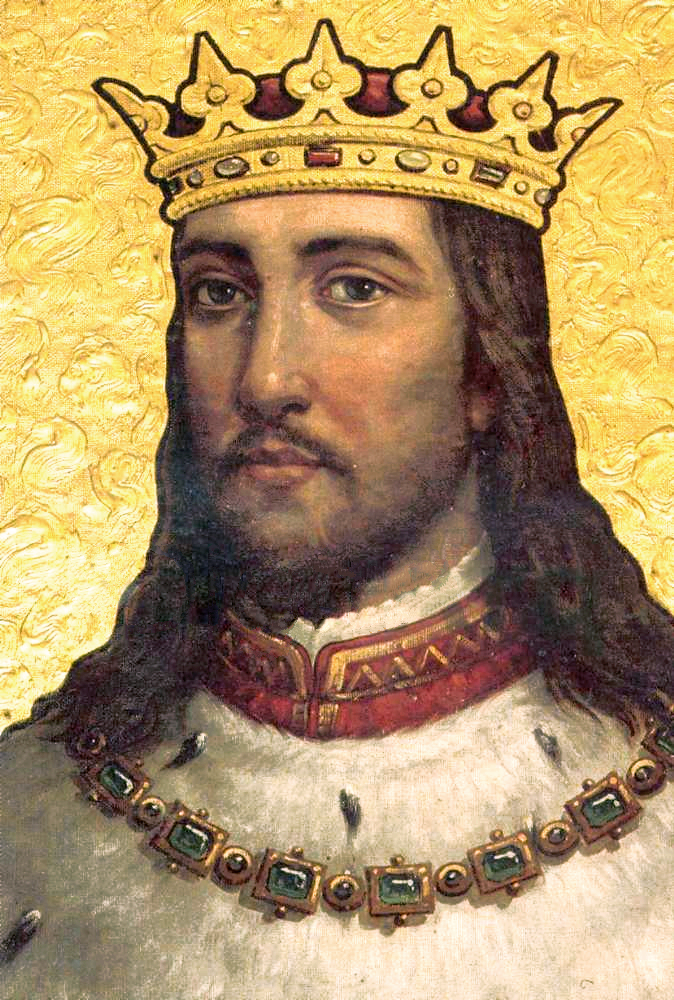
Фернанду
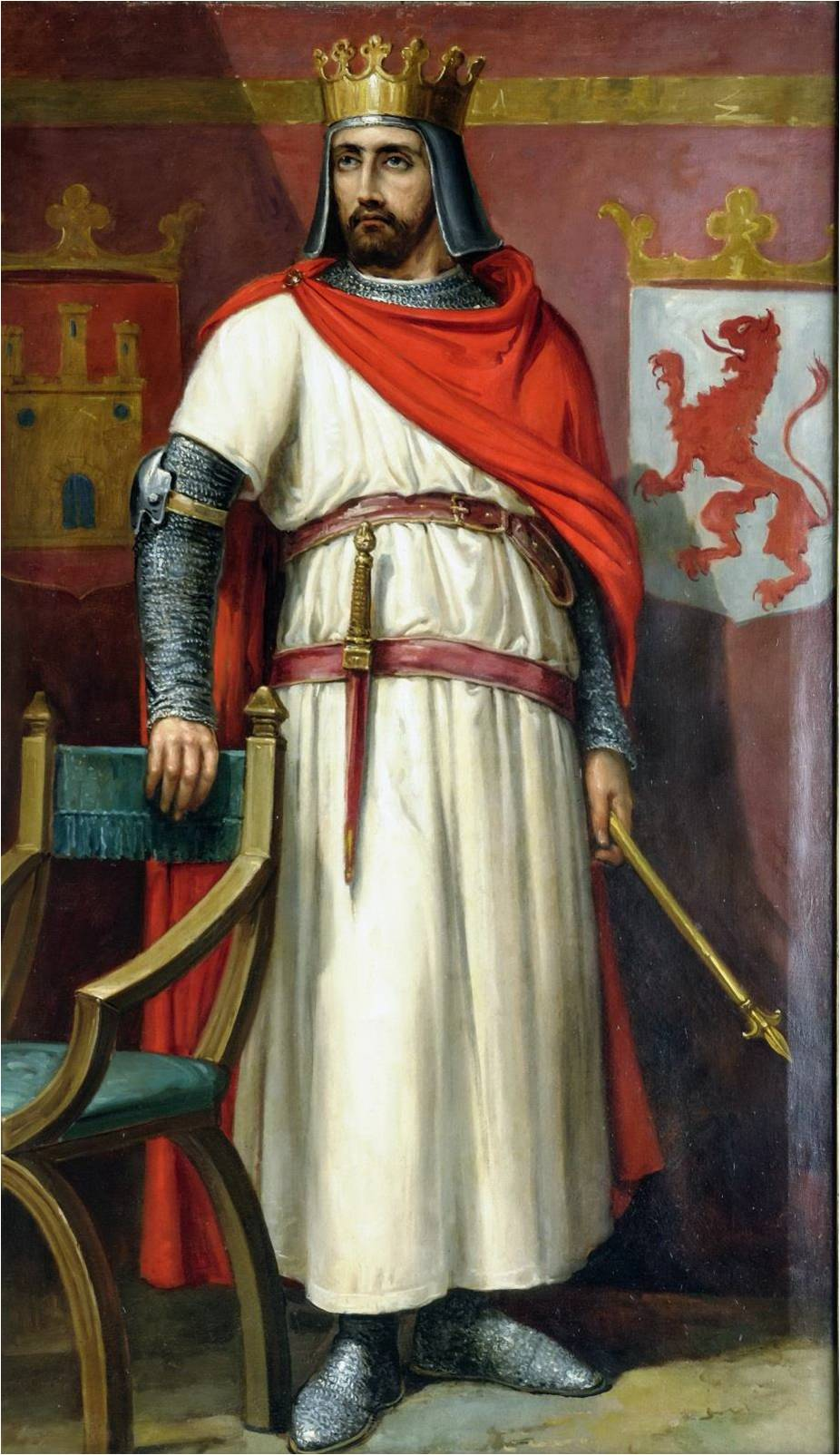
Енріке ІІ
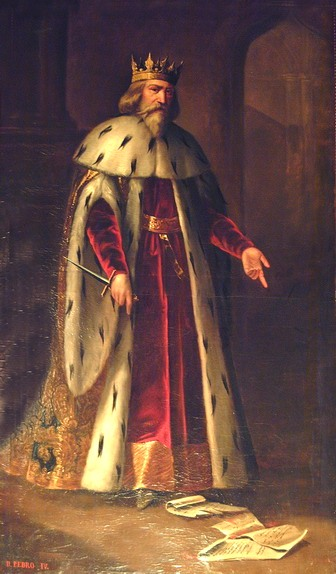
Педру IV
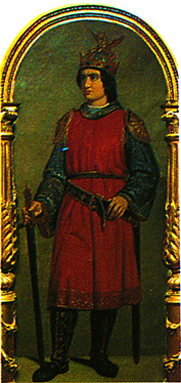
Карл ІІ
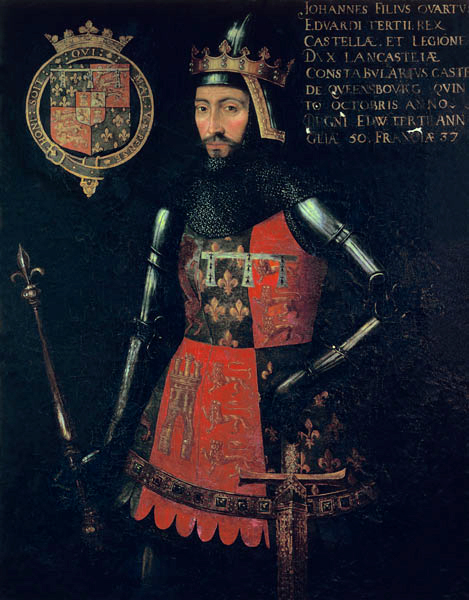
Джон Гонт

## Друга війна

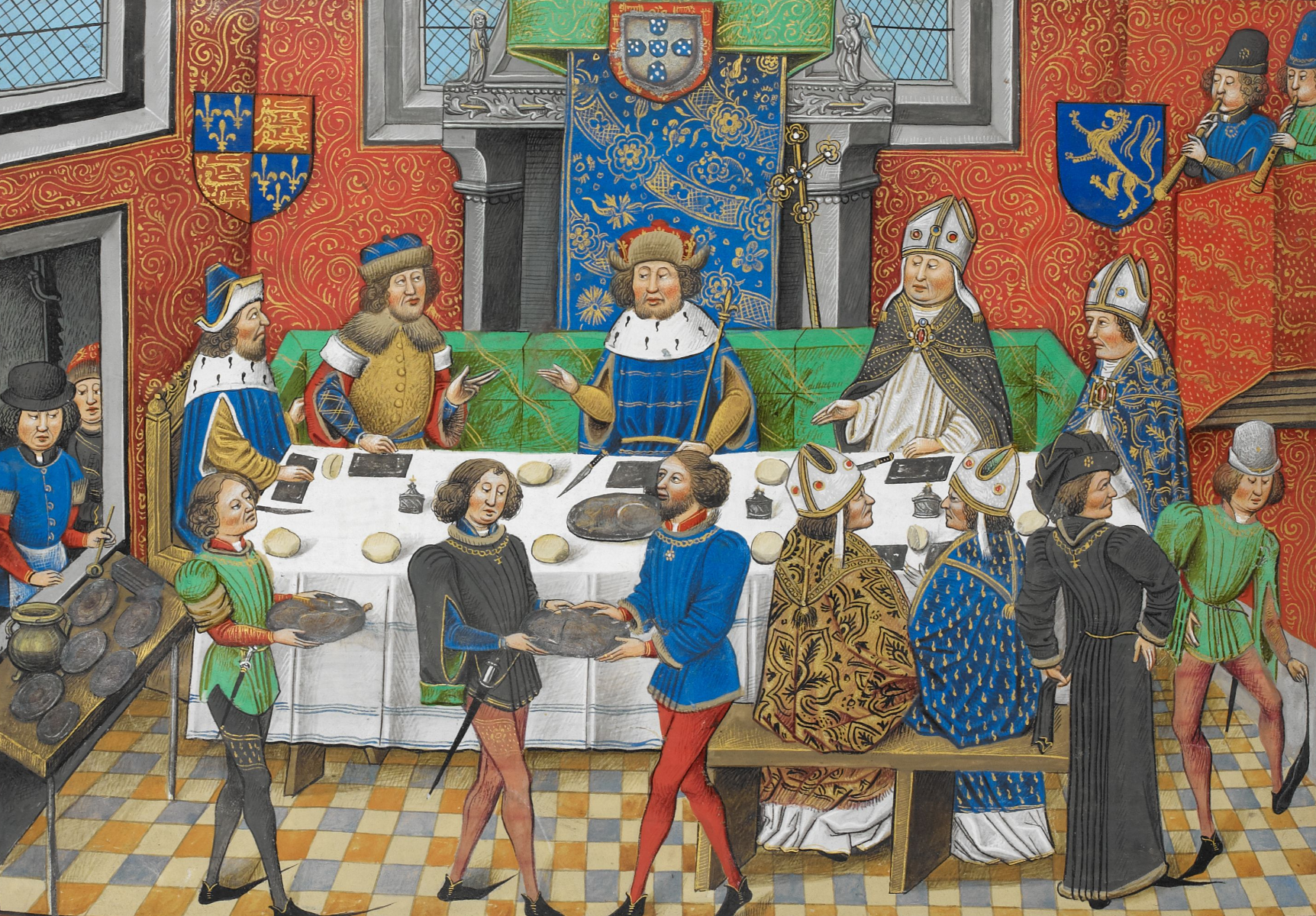
Обід португальців з англійцями (1470, «Хроніка Англії»)

1372 року ланкастерський герцог Джон Гонт переконав Фернанду І укласти таємний англійсько-португальський союз, аби повалити кастильського короля Енріке ІІ. Останній перебував у анти-арагонському союзі з французьким королем Карлом V, що вів Столітню війну з Англією.
Навесні того ж року, португальські війська, а також загони кастильської опозиційної знаті під проводом Мена Родрігеса де Санабрії та Фернандо Альфонсо де Валенсії, вторглися до Галісії. Нападники захопили прикордонні міста Вальдеоррас і Верін, а також долину річки Тамега. Проте вже восени їхній наступ захлинувся і вони були змушені повернутися до Португалії.
В грудні 1372 року кастильський король Енріке ІІ рушив на Португалію. Його підтримала частина португальської шляхти, невдоволена політикою Фернанду І та його дружиною. Кастильці здобули Візеу й підійшли до самого Лісабона. Навесні 1373 року Фернанду був змушений укласти Сантаренський договір. Згідно з угодою, Португалія відмовилася підтримувати кастильську опозицію, представники якої виганялися з двору, і долучалася до кастильсько-французького союзу проти Арагонського королівства.
Водночас, в 1373 році Енріке ІІ збройним шляхом примусив наваррського короля Карла ІІ розірвати союз із Англією. Він віддав за наваррського інфанта Карла ІІІ свою доньку Леонору.
Невдовзі після відходу кастильських військ, 16 червня 1373 року Фернанду уклав із англійсьським королем Едвардом ІІІ оборонний союз.

## Третя війна
Після смерті Енріке ІІ в 1379 році, ланкастерський герцог Джон Гонт знову заявив свої претензії на Кастильську Корону. Для боротьби з новим кастильським королем Хуаном І він вдруге залучив португальського короля Фернанду. 1381 року останній розірвав Сантаренський договір і уклав союз із молодим англійським королем Річардом ІІ. 
В червні 1381 року англійці направили морем війська до Лісабона. В липні португальці під командуванням Жуана Тело перекрили гирло річки Гвадалквівір, щоб не пропустити кастильського флоту. Проте 17 липня 1381 року кастильський адмірал Фернандо де Товар вщент розбив португальські кораблі в битві біля острова Салтес, завдяки чому захопив ініціативу в Атлантичному океані.
1382 року кастильський король Хуан І розпочав вторгнення до Португалії по суходолу. Його війська зайняли північні й центральні райони країни. Насуваючись з суші й моря, нападники наблизилися до Лісабону. Англійські союзники, на яких покладалися португальці, не були чисельними і, до того ж, чинили безлад у столиці. 
10 серпня 1382 року під тиском противника Фернанду І погодився підписати Елваський мир. За умовами договору Португалія й Кастилія припиняли війну і ставали союзниками. Союз скріплювався шлюбом португальської інфанти Беатриси, єдиної доньки Фернанду І та спадкоємиці португальського престолу, з кастильським інфантом Фернандо, сином Хуана І. Кастилія повертала захоплені Алмейду, Міранду та інші прикордонні міста, а також кораблі й полонених. У військово-релігійному плані Португалія всупала до французько-кастильського блоку і визнавала авіньйонських антипап легітимними папами. Це фактично означало майбутнє поглинання Португалії сусідньою Кастилією після смерті Фернанду, який не мав законних синів-спадкоємців.